# 黒柳守綱
黒柳 守綱（くろやなぎ もりつな、1908年6月20日 - 1983年4月30日）は、日本のヴァイオリン奏者。
妻は黒柳朝、息子に黒柳紀明、娘に黒柳徹子と黒柳眞理、兄は松竹蒲田撮影所の初代所長の田口桜村、ジャーナリスト・カメラマンの田口修治。

## 来歴・人物
医者でカトリック本所教会の長老を務めていた田口潔矩（東京府本所区相生町5-21 小児科医）の四男として生まれたが、8歳の時に父親が亡くなり、兄の田口修治とともに12歳で三越呉服店で働き始める。1920年（大正9年）に三越少年音楽隊へ入隊する。同楽隊は吹奏楽団であったが、宮内省より東儀哲三郎の指導を仰ぎ、管弦楽も演奏するようになりヴァイオリンを学ぶ。1922年に三越少年音楽隊は解散した。
官立の東京音楽学校関係者（上野派）に対して、在野派（非上野）のハタノ・オーケストラを経て、山田耕筰の交響楽運動により日本交響楽協会へ進む。同協会の山田耕筰派、近衛秀麿派の分裂時には山田派に付いたとされる。1932年頃、赤坂溜池のダンスホール「フロリダ」の昼のステージに出演、折からブームとなっていたタンゴを演奏した。
守綱は母方（妹と二人姉妹、妹みよは吉村家へ）の黒柳家の養子となり、黒柳姓となる（時期不明）。
1937年1月、新交響楽団（NHK交響楽団の前身）のコンサートマスターに就任する。1942年より寺田豊次、田中秀雄、橘常定とともに東京弦楽四重奏団としても活動し、毎日新聞優秀演奏家賞を受賞する。
妻の黒柳朝（旧姓・門山）とは、彼女が東洋音楽学校（現・東京音楽大学）声楽科の学生時代にベートーヴェンの『第九交響曲』の公演を共にしたことで知り合い、それから間もなく当時住んでいた住居の1階にあった喫茶店に連れ込み、夜遅くまで話し込んだ末に「家に帰れないだろ?」と自分の住居に連れ込み、そのまま結婚に至ったと、娘の徹子、妻の朝が語っている。三男二女（徹子、明兒、紀明、眞理、貴之）をもうけるが、長男は夭折している。
1942年には齋藤秀雄らとともに満洲国に派遣され、満洲国建国10周年を祝して日本から派遣された演奏家と「新京音楽団」の楽団員で組織された「満洲国建国十周年慶祝交響楽団」（山田耕筰指揮）による慶祝楽曲演奏会に第1ヴァイオリンで参加している。
東京放送管弦楽団に属していたが、1944年に召集されて満洲に出征し、敗戦後にソ連に抑留される（シベリア抑留）。シベリアで抑留中である旨が新聞紙上で報じられるも、シベリアに留め置かれ、同じく抑留されていた合唱指揮者の北川剛、チェリストの井上頼豊らとともに「沿海州楽劇団」としてハバロフスク地方沿海部の日本軍捕虜収容所の巡回・慰問にあたる。1949年末に帰還し、東京交響楽団のコンサートマスターに就任する。
上記のように、新交響楽団、東京交響楽団といった、当時の日本における主要オーケストラのコンサートマスターを歴任している。またレコーディングスタジオの演奏家としても力を発揮し、『ゴジラ』シリーズ第1作となる1954年公開の映画『ゴジラ』では作曲家・伊福部昭の要望に応じて録音に参加しテーマ音楽を演奏している。東京弦楽四重奏団（1942年結成）を率いていた頃、チェロを齋藤秀雄が担当したこともあり、斎藤の弟子で当時高校生だった小澤征爾によると、斎藤がオーケストラを指揮した際は黒柳がコンサートマスターを務めていたという。
1983年4月30日死去。74歳没。

## 演じた俳優・声優
- 世良公則 - 連続テレビ小説『チョッちゃん』（1987年、NHK）[注 1]
- 田中秀幸（声） - 劇場アニメ『チョッちゃん物語』（1996年、シネマとうほく）
- 吉田栄作 - テレビドラマ『トットてれび』（2016年、NHK総合）
- 山本耕史 - テレビドラマ『トットちゃん!』（2017年 - 、テレビ朝日）
- 小栗旬 - 劇場アニメ『窓ぎわのトットちゃん』（2023年 - 、シンエイ動画）[注 2]